# Binge-watching

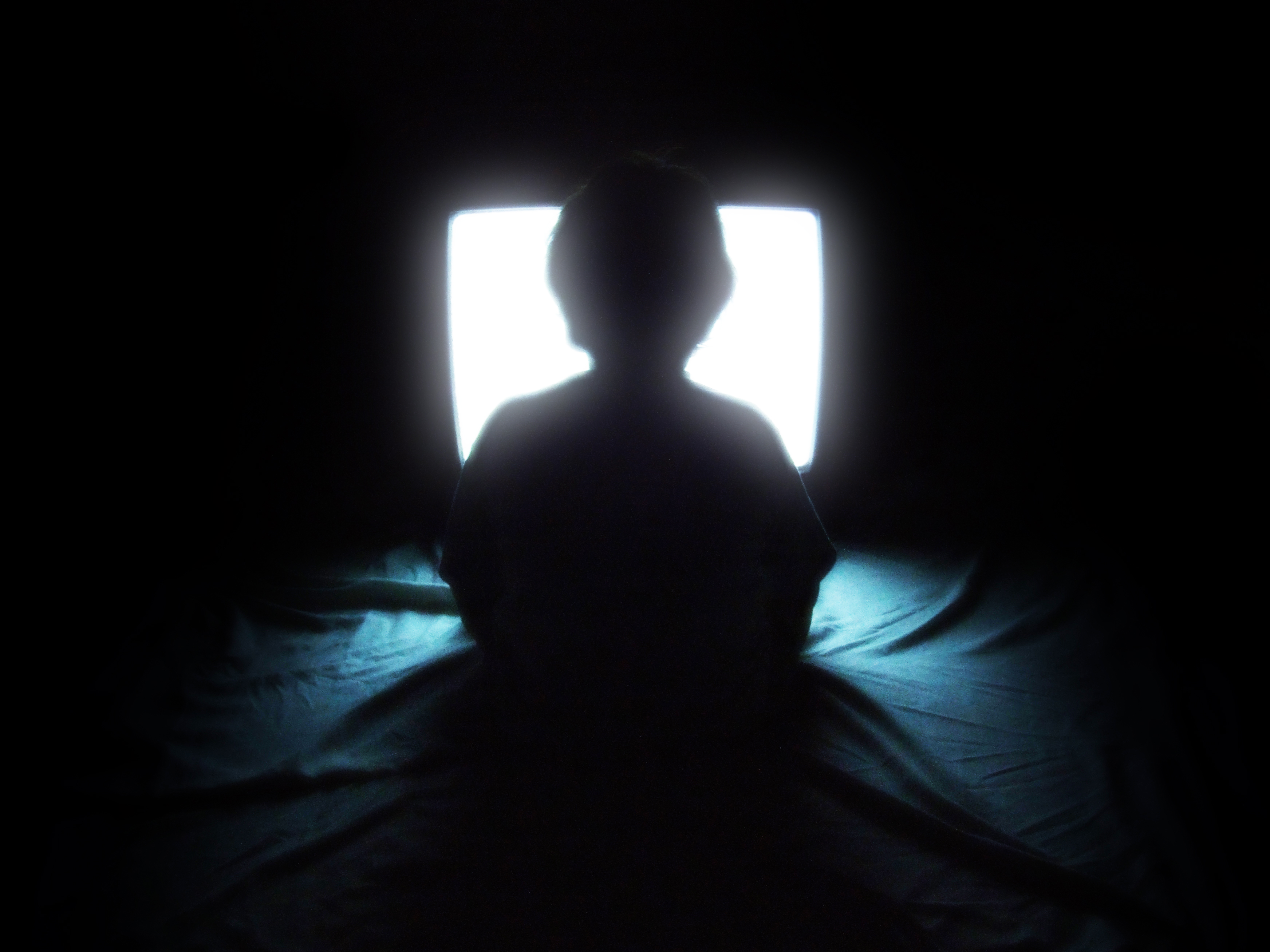
Enfant regardant la télé, illustration du binge-watching lié aux enfants

Le binge-watching, binge-viewing ou marathon-viewing (visionnage boulimique selon la Commission d'enrichissement de la langue française et visionnage en rafale ou visionnement en rafale selon l’OQLF), est la pratique qui consiste à regarder la télévision ou tout autre écran pendant de plus longues périodes de temps que d'habitude, le plus souvent en visionnant à la suite les épisodes d’une même série. L'expression est construite par référence au binge drinking.
Dans une enquête menée par Netflix en décembre 2013, 73 % des personnes définissent cette frénésie par le fait de « regarder entre deux et six épisodes de la même émission de télévision en une seule séance ». 
C'est un phénomène culturel observé qui a été médiatisé (et est donc devenu à la mode et courant) avec la montée des services en ligne de médias tels que Netflix et Prime Video, avec lesquels le spectateur peut regarder des programmes audiovisuels à la demande. Netflix, notamment, a mis en place dans les paramètres par défaut des comptes clients un enchaînement des épisodes, appelé « Postplay ».

## Historique
L'expression « binge-watch » a déjà été utilisée dans la fin des années 1990. Ce terme a été inventé par des cercles de fans de séries télévisées qui se regroupaient pour regarder plusieurs épisodes à la suite d'une même série sur des DVD.
L'usage de l'expression a été popularisé avec l'avènement de la VàD en ligne. En 2013, l'utilisation de l'expression a « explosé » quand Netflix a commencé à sortir tous les épisodes d'une saison d'une série en même temps. Dans le sondage mentionné ci-dessus, 61 % des abonnés à Netflix ont dit qu'ils pratiquaient régulièrement le « binge-watching ».
Depuis 2015, plusieurs chaînes américaines essayent de surfer sur cette mode en mettant à disposition une saison entière avant de la diffuser de façon classique :
- NBC avec la première saison d'Aquarius en mai 2015[9] (mais la chaîne ne compte pas reproduire l'expérience[10]).
- Starz avec la dernière saison de Da Vinci's Demons et la première de Flesh and Bone en juillet 2015[11] ; puis en avril 2016 avec The Girlfriend Experience[12].
- TNT avec les quatre premiers épisodes de Public Morals en août 2015[13].
- PBS avec les sept épisodes de la série The Roosevelts en octobre 2015[14].
- Showtime avec la première saison de Dice en avril 2016[15].

## Évolutions artistiques et narratives
À mesure que le binge-watching s’est généralisé, des critiques ont souligné une fatigue narrative et un sentiment de perte de temps'. En réponse, des formats plus courts et mobiles ont émergé. Le duanju, né en Chine, propose des récits condensés en épisodes de 1 à 3 minutes, conciliant fiction sérielle et attention fragmentée.

## Profil dubinge-watcheret modes de consommation
Selon une autre étude menée par Netflix et publiée le 8 juin 2016, trois types de profil de binge-watchers (ou télévores) se démarquent :
- il y a le spectateur « très rapide » : il visionne une saison entière en très peu de jours (environ 3 ou 4). La durée passée devant un écran est de deux heures et demie à chaque fois, mais ceci ne se fait pas forcément de manière quotidienne. Le spectateur enchaîne généralement trois ou quatre épisodes. Les genres les plus appréciés par ces spectateurs sont les séries d’horreur, de science-fiction et les thriller ;
- le spectateur « plutôt rapide » : il met un peu plus de temps à terminer une saison que le spectateur rapide, environ cinq jours. Il passe également deux heures devant son écran pendant chaque visionnage. Ses genres sériels favoris sont les comédies dramatiques, les super héros et les séries sur le milieu du crime ;
- le « spectateur assez lent » : c’est le binge-watcher le plus lent, il termine une saison entière en presque une semaine. Contrairement aux spectateurs « rapides » et « plutôt rapides », il ne passe qu’une heure et quarante cinq minutes devant son écran à chaque fois et il termine une saison en six jours. Il préfère les séries politiques, les comédies et les séries historiques.

Toujours selon cette étude, Netflix annonce que cette surconsommation dépend de la nature du programme regardé. Les thrillers tels que Breaking Bad, Sons of Anarchy ou encore Prison Break sont les séries que l’on dévore le plus rapidement. Les séries d’horreurs sont elles aussi visionnées très rapidement, suivie de près par les séries d’action.
Ce sont les séries plus légères, comédies satiriques ou drames politiques tels que House of Cards, How I Met Your Mother ou encore BoJack Horseman qui sont consommés le plus lentement. En effet, il s’agit de séries feuilletonnantes dont les épisodes ne se suivent pas et se suffisent à eux-mêmes, il y a donc un faible taux d’addiction.

## Risques pour la santé
Cette section ne s'appuie pas, ou pas assez, sur des sources secondaires ou tertiaires indépendantes du sujet. Le texte peut contenir des analyses inexactes ou inédites de sources primaires.
Pour l'améliorer, ajoutez-en, ou placez des modèles {{Source secondaire souhaitée}} ou {{Source secondaire nécessaire}} sur les passages mal sourcés. (juillet 2019)
Une étude menée par deux doctorants de l'université de Toledoparvient à montrer que le binge-watching ne serait pas sans effet sur notre santé. L'enchaînement d'un grand nombre d'épisodes dans une période réduite nécessite de rester de longue heures assis les yeux rivés vers un écran ce qui, tout comme le visionnage excessif de la télévision, peut mener à des problèmes d'obésité. 
Cette même étude a révélé l'existence d'une corrélation entre le binge-watching et des troubles psychologiques, tels que le stress, la dépression et l'anxiété. 
Il aurait également des conséquences négative sur la circulation sanguine.
Le binge-watching n'est cependant pas directement incriminé dans cette étude puisqu'une hypothèse inverse y est développée. Cette pratique peut également être l'occasion d'évacuer son stress et de faire face à son anxiété. 
D'autres recherches sont nécessaires sur le sujet afin de réellement déterminer la dangerosité ou non du binge-watching.